# Université du Balouchistan
L'université du Balouchistan (en baloutchi : بلوچستان ء یونیورسٹی, en anglais : University of Balochistan ou UoB) est une université publique située à Quetta, la capitale de la province du Balouchistan, au Pakistan. Son champ d'activité s'étend sur 35 domaines d'études et de recherches différents. Elle regroupe sur son campus cinq facultés, fréquentées par six mille étudiants. Fondée en 1970, elle est le plus ancien établissement d'enseignement supérieur de cette province.